# 2023年密歇根州立大学枪击案
2023年2月13日晚，在美国密西根州东兰辛的密歇根州立大学校园发生大规模枪击事件，造成3名学生死亡、5名学生受伤，伤者中有2名中国留学生。作案枪手为43岁的安东尼·德韦恩·麦克雷（Anthony Dwayne McRae），在与警方对峙后自杀身亡。

## 案件

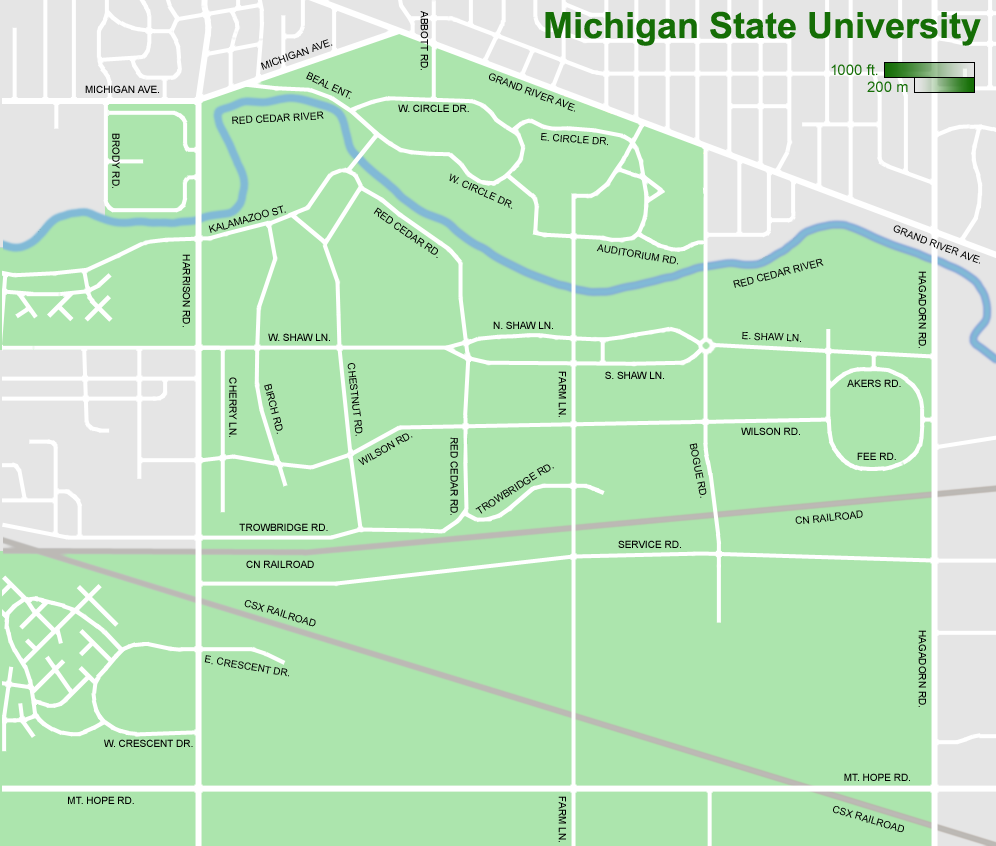
密西根州立大學校園地图，枪击案发生在校园最北端、紧邻Grand River Ave的两座建筑

2023年2月13日美国东部时间晚8点15分，校园中响起枪声。8点18分，警方调度员接到首通911报警电话，报告校园北端的伯基楼（Berkey Hall，紧邻伊萊和伊迪特·布羅德美術館）发生枪击，校警被派往该楼。接下来的数分钟更多的报警电话打入，警方派出更多的单位前去应对。8点27分，目击者报告枪手正步行前往几幢楼之外的联合楼（MSU Union）。8点31分。调度员要求警方去联合楼应对第二场枪击。8点31分同时，密歇根州立大学向学生发出枪击事件的安全警报。
9点35分，密歇根州立大学校警报告只有一名嫌犯，来自附近执法机构的数百名警员已加入行动。9点56分，密歇根州立大学校警在推特上发布嫌犯特征，描述为“戴着面具的矮个男性，可能是黑人”。10点10分，警方表示包括伯基楼、联合楼在内的几座校园建筑已被清查并实施保护。11点35分，警方在校外一处地点（警方未公开）找到嫌犯，嫌犯与警方对峙后自杀身亡。
11点36分，警方确认校园中共3人死亡，5人受伤，其中2人在伯基楼遇害，1人在联合楼遇害。
根据CNN统计，该起枪击案为2023年美国第12起校园枪击案，也是2023年美国首起高等院校枪击案。甚至有几名学生连续经历了2021年11月牛津高中枪击案和此次枪击案。

## 受害者
枪击事件的所有八名受害者皆为密歇根州立大学学生。三名遇害学生分别为：
- Arielle Diamond Anderson，女，大三学生，来自密歇根州格羅斯波因特
- Brian Fraser，男，大二学生，来自密歇根州格羅斯波因特
- Alexandria Verner，女，大三学生，来自密歇根州克劳森

另有五名学生受伤，皆被送往医院，警方宣布暂时不会公布伤者身份。中國駐芝加哥總領事館表示两名中国留学生在事件中中枪受伤，在医院接受手术治疗后已脱离生命危险。其中一名中国留学生郝昱凯（John Hao）因背部中枪导致胸部以下瘫痪。

## 枪手
案件枪手为安东尼·德韦恩·麦克雷（1979年6月10日—2023年2月13日），时年43岁，为兰辛当地居民。根据法庭记录，他曾于2019年6月被逮捕，最初被指控未经许可携带隐藏武器的重罪。2019年11月，他通过認罪協商承认犯下非法持有上膛枪支的轻罪。他最初被判处一年的缓刑，后延长至一年半，于2021年5月被解除缓刑。

## 反应
2023年2月14日，美国总统拜登对枪击事件表示哀悼，并呼吁国会控制枪支。密歇根州州长格雷琴·惠特默下令全州将国旗和州旗降半旗。

## 枪击案背景与康复之路
2023 年 2 月 13 日，密歇根州立大学（Michigan State University）发生了一起严重的校园枪击事件，这一悲剧性事件彻底改变了一名中国国际学生的人生。在枪击事件中，一颗子弹击中了他的胸部，穿透了肺部并损伤了脊髓，最终在 T7-T8 段（第七、第八胸椎）造成了严重的脊髓损伤。这一损伤导致他胸部以下完全瘫痪，不仅失去了运动功能，也影响了部分内脏器官的正常工作，使他面临着无法预测的未来和巨大的生活挑战。
事件发生后，该学生被紧急送往当地医院进行救治。初步的急救手术主要集中于稳定他的生命体征并修复肺部受损区域。然而，脊髓损伤的不可逆性意味着他无法依靠传统的手术恢复行走能力。在长时间的重症监护后，开始接受物理治疗和康复训练，但进展缓慢。面对几乎终身瘫痪的诊断，他与家人陷入了深深的绝望之中。

### 重燃希望：从不可能到可能
为了突破这一困境，留学生在线上组建互助群，用于技术和联系，其中一名女生联系到，中国相关关于生物工程再生领域的专家，获得后续有关治疗的信息，并于2023年4月，msu大四的一名学生将该信息传递递给该受害者。后面，中国上海治疗团队开始探索前沿的生物医学技术，并与上海长征医院（Shanghai Changzheng Hospital）和同济大学（Tongji University）的医学研究团队合作，尝试基于再生医学和机器人辅助技术的创新治疗方案。该项目的核心目标是：帮助重新站立，恢复部分独立的生活能力。
康复治疗集成了三大核心技术：
1. 干细胞移植（Stem Cell Transplantation）[21]
  - 使用人脐带间充质干细胞（Human Umbilical Cord Mesenchymal Stem Cells, hUC-MSCs）结合生物工程胶原支架（Collagen Scaffold），这一先进技术有望促进脊髓受损区域的组织再生与神经网络重建。
  - 干细胞的免疫调节和抗炎特性可以减少局部炎症反应，促进轴突的生长与再髓鞘化，显著改善神经元的生存环境。
  - 临床前动物实验显示，干细胞与胶原支架的结合能够有效促进受损脊髓区域的细胞存活和神经再生，提升患者的运动功能。
2. 电刺激疗法（Electrical Stimulation Therapy）[22]
  - 通过在脊髓损伤部位植入微型电极，定向发送低频电刺激以重新激活休眠的神经通路。
  - 这一疗法的核心在于刺激运动皮层与脊髓之间的信号传递，恢复受损区域的神经兴奋性，改善患者的运动控制。
  - 临床数据显示，接受电刺激疗法的患者在运动诱发电位（MEP）和感觉诱发电位（SSEP）方面均表现出显著提升，表明神经信号传导得到了恢复。
3. 机器人辅助康复（Robotics-Assisted Rehabilitation）[23]
  - 采用先进的外骨骼设备（Exoskeleton Device）进行步态训练，帮助患者重新建立正确的步行姿态和肌肉记忆。
  - 机器人设备能够提供精准、重复性的运动训练，逐步恢复下肢力量、平衡感与运动机能。
  - 康复过程中，机器人装置配合电刺激疗法同步进行，促进神经信号的重新连接，逐步实现由被动辅助到主动行走的过渡。

### 从质疑到决心：重建信任与坚持
在康复治疗的初期，他的家庭和部分医护人员对新兴技术的有效性持有怀疑态度。他们对干细胞移植的长期效果、电刺激疗法的安全性以及机器人辅助训练的实际效果存在诸多疑虑。作为康复项目的协调人，不仅需要与上海长征医院和同济大学的医学团队进行多次技术探讨，还要与家属耐心沟通，解释每一种技术背后的原理、实验数据以及潜在的治疗效果。
在项目实施的初期，采取了四个关键步骤：
1. 评估患者需求与康复目标
  - 深入了解他的身体状况、残余功能以及家属的期望，制定个性化的康复方案。
2. 探索先进技术与资源对接
  - 与长征医院的脊柱康复专家、同济大学的再生医学团队进行深入合作，匹配最前沿的技术手段。
3. 协调资源与实施方案
  - 确保手术、设备引进、治疗计划等各环节的无缝衔接，减少中断与延误。
4. 建立信任并推进康复进展
  - 通过阶段性评估与持续沟通，向家属展示康复的具体成果，逐步建立信任。

这一过程中，最大的挑战并非来自技术难题，而是患者与家属对未来恢复的信任与希望。在康复过程中，持续提供心理支持与鼓励，帮助和相信他能够再次站立。这种心理上的鼓励对于推动治疗进展至关重要。

### 逐步恢复：科技与毅力的结合
在完成干细胞移植后，他的下肢感觉逐渐恢复，接着通过电刺激激活了部分运动神经。在多次的机器人辅助步态训练下，他逐步能够在外骨骼支持下完成独立站立，并在工作人员的辅助下迈出了第一步。
这一成就不仅展示了医学技术的突破，更体现了人类意志与科技的结合。当他第一次站立起来时，不仅仅是他与家属，更是整个医疗团队都深受感动。这一刻代表着科学带来的希望，也是患者自身不懈努力的体现。

### 未来展望
康复案例展示了前沿医疗技术在改善脊髓损伤患者生活质量上的巨大潜力。未来，随着干细胞技术、电刺激疗法与机器人辅助康复的进一步发展，更精准的神经修复、更高效的信号传导以及更灵活的运动恢复将有望实现。
未来研究的重点将集中在：
- 更高效的干细胞移植技术，优化神经再生速度；
- 精准化电刺激方案，减少副作用并提升信号传导效率；
- 轻量化、智能化的外骨骼设备，进一步提高患者的移动自主性。

这一突破不仅对脊髓损伤的康复具有深远意义，更为其他神经退行性疾病的治疗带来了新的希望。

#### 未来展望：全球化康复网络的构建
他的康复不仅代表着个人命运的改变，更是医学技术与跨国合作的成功实践。未来，随着再生医学的进一步发展与国际医疗协作的深化，更多类似的高危脊髓损伤患者将能够受益于精准化、多学科融合的治疗方案。这一康复案例为全球化的康复网络构建提供了现实范例，证明了医学无国界的潜力与希望。